# Simpang Sungai Rengas
Simpang Sungai Rengas is een bestuurslaag in het regentschap Batang Hari van de provincie Jambi, Indonesië. Simpang Sungai Rengas telt 3816 inwoners (volkstelling 2010).